# Triple saut féminin aux championnats du monde d'athlétisme en salle 2012
Navigation
2010 2014
Le concours du triple saut féminin des championnats du monde en salle 2012 a lieu les 9 et 10 mars 2012 dans l'Ataköy Athletics Arena d'Istanbul en Turquie. Il est remporté par la Britannique Yamilé Aldama.

## Records et performances

### Records
Les records du triple saut femmes (mondial, des championnats et par continent) étaient avant les championnats 2012, les suivants :
| Record du monde           | Tatyana Lebedeva | Russie     | 15,36 m | Budapest | 6 mars 2004  |
| Record des championnats   | Tatyana Lebedeva | Russie     | 15,36 m | Budapest | 6 mars 2004  |
| Record d'Afrique          | Yamilé Aldama    | Soudan     | 14,90 m | Budapest | 6 mars 2004  |
| Record d'Asie             | Olga Rypakova    | Kazakhstan | 15,14 m | Doha     | 13 mars 2010 |
| Record d'Amérique du Nord | Yargelis Savigne | Cuba       | 15,05 m | Valence  | 8 mars 2008  |
| Record d'Amérique du Sud  | Keila Costa      | Brésil     | 14,11 m | Moscou   | 10 mars 2006 |
| Record d'Europe           | Tatyana Lebedeva | Russie     | 15,36 m | Budapest | 6 mars 2004  |
| Record d'Océanie          | Nicole Mladenis  | Australie  | 13,31 m | Budapest | 5 mars 2004  |

### Bilans mondiaux
Les bilans mondiaux avant la compétition étaient :
| 1  | Olga Rypakova             | Kazakhstan  | 14,84 m |
| 2  | Olha Saladuha             | Ukraine     | 14,79 m |
| 3  | Yekaterina Koneva         | Russie      | 14,60 m |
| 4  | Yargeris Savigne          | Cuba        | 14,55 m |
| 5  | Kseniya Pryiemka-Dziatsuk | Biélorussie | 14,48 m |
| 6  | Níki Panéta               | Grèce       | 14,47 m |
| 7  | Yamilé Aldama             | Royaume-Uni | 14,44 m |
| 8  | Anna Kuropatkina Krylova  | Russie      | 14,39 m |
| 9  | Mabel Gay                 | Cuba        | 14,34 m |
| 10 | Hanna Knyazyeva           | Ukraine     | 14,31 m |

## Résultats

### Finale
| Rang               | Athlète           | Pays        | Essais  | Essais  | Essais  | Essais  | Essais  | Essais  | Marque  | Notes |
| Rang               | Athlète           | Pays        | 1       | 2       | 3       | 4       | 5       | 6       | Marque  | Notes |
| ------------------ | ----------------- | ----------- | ------- | ------- | ------- | ------- | ------- | ------- | ------- | ----- |
| Médaille d'or      | Yamilé Aldama     | Royaume-Uni | 14,10 m | 14,82 m | x       | -       | -       | -       | 14,82 m | SB    |
| Médaille d'argent  | Olga Rypakova     | Kazakhstan  | x       | x       | x       | 14,45 m | 14,63 m | x       | 14,63 m |       |
| Médaille de bronze | Mabel Gay         | Cuba        | 14,08 m | 14,05 m | 14,19 m | x       | 14,29 m | 14,13 m | 14,29 m |       |
| 4                  | Yargeris Savigne  | Cuba        | 14,28 m | 14,18 m | 14,12 m | 13,68 m | 14,11 m | 13,90 m | 14,28 m |       |
| 5                  | Kimberly Williams | Jamaïque    | 14,05 m | 13,41 m | 14,22 m | 13,72 m | 13,76 m | 14,27 m | 14,27 m |       |
| 6                  | Anna Krylova      | Russie      | 13,92 m | 14,21 m | x       | 14,04 m | x       | 14,06 m | 14,21 m |       |
| 7                  | Li Yanmei         | Chine       | 13,82 m | x       | x       | x       | 14,02 m | x       | 14,02 m |       |
| 8                  | Dana Veldáková    | Slovaquie   | x       | x       | 13,97 m | x       | x       | x       | 13,97 m |       |

### Qualifications
Il fallait réaliser 14,30 m pour se qualifier directement, ou être dans les douze premiers tous les groupes confondus
| Groupe | Place | Athlète                 | Essais  | Essais  | Essais  | Essais   | Notes |
| Groupe | Place | Athlète                 | 1er     | 2e      | 3e      | Meilleur | Notes |
| ------ | ----- | ----------------------- | ------- | ------- | ------- | -------- | ----- |
| A      | 1re   | Yamilé Aldama           | 14,62 m | X       | X       | 14,62 m  | Q, SB |
| A      | 2e    | Olga Rypakova           | 14,39 m | X       | X       | 14,39 m  | Q     |
| A      | 3e    | Mabel Gay               | X       | 14,22 m | X       | 14,22 m  | q     |
| A      | 4e    | Dana Veldáková          | X       | 14,21 m | X       | 14,21 m  | q, SB |
| A      | 5e    | Marija Šestak           | X       | 14,05 m | 14,04 m | 14,05 m  |       |
| A      | 6e    | Victoria Valyukevich    | 13,71 m | 13,49 m | 14,00 m | 14,00 m  |       |
| A      | 7e    | Níki Panéta             | 13,45 m | 13,98 m | 13,81 m | 13,98 m  |       |
| A      | 8e    | Aleksandra Kotlyarova   | 13,67 m | 13,66 m | 13,95 m | 13,95 m  |       |
| A      | 9e    | Baya Rahouli            | 13,83 m | X       | X       | 13,83 m  |       |
| A      | 10e   | Cristina Bujin          | 13,75 m | X       | 13,80 m | 13,80 m  |       |
| A      | 11e   | Petia Dacheva           | 13,65 m | 13,60 m | X       | 13,65 m  | SB    |
| A      | 12e   | Xie Limei               | 13,54 m | X       | 11,99 m | 13,54 m  |       |
| A      | 13e   | Amanda Smock            | X       | 12,99 m | 13,25 m | 13,25 m  |       |
| A      | 14e   | Ruslana Tsykhotska      | 13,21 m | X       | X       | 13,21 m  |       |
| A      | —     | Patricia Sarrapio       | X       | X       | X       | X        | NM    |
| B      | 1er   | Anna Krylova            | 14,01 m | 14,27 m | X       | 14,27 m  | q     |
| B      | 2e    | Li Yanmei               | 14,23 m | X       | —       | 14,23 m  | q, SB |
| B      | 3e    | Kimberly Williams       | 14,09 m | 14,15 m | 13,88 m | 14,15 m  | q     |
| B      | 4e    | Yargeris Savigne        | 13,84 m | 14,00 m | 14,09 m | 14,09 m  | q     |
| B      | 5e    | Mayookha Johny          | 13,74 m | 13,95 m | X       | 13,95 m  | NR    |
| B      | 6e    | Irina Litvinenko Ektova | 13,26 m | 13,62 m | 13,70 m | 13,70 m  |       |
| B      | 7e    | Kristin Gierisch        | 13,67 m | 13,67 m | X       | 13,67 m  |       |
| B      | 8e    | Kseniya Dziatsuk        | 13,49 m | X       | 13,66 m | 13,66 m  |       |
| B      | 9e    | Adelina Gavrila         | X       | 13,63 m | 13,65 m | 13,65 m  |       |
| B      | 10e   | Hanna Knyazyeva         | 13,65 m | 13,51 m | 13,28 m | 13,65 m  |       |
| B      | 11e   | Gisele de Oliveira      | X       | 13,60 m | 13,49 m | 13,60 m  |       |
| B      | 12e   | Valeriya Kanatova       | 13,51 m | 13,48 m | 13,48 m | 13,51 m  |       |
| B      | 13e   | Andriana Bânova         | 13,50 m | 13,50 m | 12,86 m | 13,50 m  |       |
| B      | 14e   | Sevim Sinmez            | X       | 13,13 m | 12,64 m | 13,13 m  |       |
| B      | —     | Snežana Rodic           | X       | X       | X       | X        | NM    |

## Légende
Records et Performances
- AR : Record continental (area record)
- CR : Record des championnats (championship record)
- MR : Record du meeting (meet record)
- NR : Record national (national record)
- OR : Record olympique (olympic record)
- PR : Record paralympique (paralympic record)
- PB : Record personnel (personal best)
- SB : Meilleure performance personnelle de la saison (season's best)
- WL : Meilleure performance mondiale de l'année (world leader)
- WJR : Record du monde junior (world junior record)
- WR : Record du monde (world record)

Circonstances et Conditions
- DNF : N'a pas terminé (did not finish)
- DNS : N'a pas pris le départ (did not start)
- DQ : Disqualification (disqualification)
- NM : Aucun essai valable enregistré (No Mark)
- Q : Qualifié « directement » au prochain tour (ou à la prochaine compétition), lors d'une compétition majeure, grâce au classement ou à la réalisation des minima (automatic qualifier)
- q : Qualifié au prochain tour (ou à la prochaine compétition), lors d'une compétition majeure, grâce au repêchage ou à la réalisation de l'une des meilleures performances parmi celles des « non qualifiés directement » (grâce au meilleur temps ou à la meilleure distance par exemple) (secondary qualifier)